# Llista de monuments del Capcir
Llista de monuments del Capcir registrats com a monuments històrics, bé catalogats d'interès nacional (classé) o bé inventariats d'interès regional (inscrit).
| Monument                  | Prot. | Època          | Localització | Coordenades                                          | Codi?      | Imatge |
| ------------------------- | ----- | -------------- | ------------ | ---------------------------------------------------- | ---------- | --- |
| Santa Maria de Formiguera | Cat.  | Segle IX       | Formiguera   | 42° 36′ 51″ N, 2° 06′ 11″ E / 42.614167°N,2.102917°E | PA00104029 | Santa Maria de Formiguera · Vegeu més fotos d'aquest monument · Carregueu una nova foto d'aquest monument |
| Església de Sant Romà     | Inv.  | Segle XI-XVIII | Real         | 42° 37′ 57″ N, 2° 07′ 58″ E / 42.6325°N,2.132778°E   | PA00104105 | Església de Sant Romà · Vegeu més fotos d'aquest monument · Carregueu una nova foto d'aquest monument     |